# Sundsvalls AIK
Sundsvalls Atletik & Idrottsklubb, SAIK, är en brottningsklubb i Sundsvall som bildades 19 april 1919.
Klubben hade sin storhetstid under 1930- och 40-talen, men även 1960- och 70-talen var framgångsrika decennier. Under 2000-talet har klubben i nationella och internationella varit mindre framgångsrik, bland undantagen fanns Johan Pettersson.
Bland de brottare som representerat Sundsvalls AIK finns:
- Rudolf Svedberg - 1930/1940-talet
- John Nyman - 1930/1940-talet
- Ivar Edlund - 1940-talet
- Gösta Andersson - 1940/1950-talet
- Lars Nyman - 1950/1960/1970-talet (son till John Nyman)
- Pelle Svensson - 1960/1970-talet
- Kjell Nino Näslund -1960/1970-talet
- Sture Näslund - 1960/1970-talet
- Frank Andersson - 1970-talet
- Anders Pettersson - 1970/1980-talet
- Fariborz Besarati - 1980/1990-talet
- Johan Pettersson - 1990/2000-talet (son till Anders Pettersson)

## Olympiska medaljer
- Rudolf Svedberg - OS-guld, 1936
- Gösta Andersson - OS-guld, 1948
- John Nyman - OS-silver, 1936
- Gösta Andersson - OS-silver, 1952
- Pelle Svensson - OS-silver, 1964

### Fotnoter
1. ↑  Tobias Jonsson (3 september 2010). ”Har hög målsättning” (på svenska). Sundsvalls Tidning. https://www.st.nu/artikel/har-hog-malsattning. Läst 7 augusti 2019.